# لئو آمبرگ
لئو آمبرگ (انگلیسی: Leo Amberg; ۲۳ مارس ۱۹۱۲ – ۱۸ سپتامبر ۱۹۹۹) دوچرخه‌سوار اهل سوئیس بود.
وی در مسابقات کشوری و بین‌المللی در مجموع برندهٔ ۱ مدال برنز شده‌است.